# Torondoy
Pour les articles homonymes, voir Torondoy (homonymie).
Torondoy est le chef-lieu de la municipalité de Justo Briceño dans l'État de Mérida au Venezuela.